# Thrakomakedónes
Thrakomakedónes (Thrakomakedones) är en ort i Grekland.   Den ligger i prefekturen Nomarchía Anatolikís Attikís och regionen Attika, i den sydöstra delen av landet, 17 km norr om huvudstaden Aten. Thrakomakedónes ligger 364 meter över havet och antalet invånare är 6 200.
Terrängen runt Thrakomakedónes är huvudsakligen kuperad, men söderut är den platt. Runt Thrakomakedónes är det mycket tätbefolkat, med 2 521 invånare per kvadratkilometer. Närmaste större samhälle är Aten, 17,1 km söder om Thrakomakedónes. Runt Thrakomakedónes är det i huvudsak tätbebyggt.